# Chợ Wolbong
Chợ Wolbong là chợ đường phố truyền thống ở Dong-gu, Ulsan, Hàn Quốc. Chợ có nhiều cửa hàng bán trái cây, rau, thịt, cá, bánh mì, quần áo và các mặt hàng y học cổ truyền Hàn Quốc. Ngoài ra còn có nhiều nhà hàng nhỏ và quầy bán thức ăn đường phố. Chợ là khu vực mua sắm phổ biến cho cả người dân địa phương và khách du lịch.

## Lịch sử
Chợ được mở cửa vào năm 1980 với diện tích rộng 5.748 mét vuông (61.870 foot vuông) và 170 cửa hàng. Do sự xuất hiện của những cửa hàng đại hạ giá ở Ulsan, chính quyền thành phố đã bắt đầu một sáng kiến phục hồi chợ vào giữa thập niên 2000 để cải thiện cơ sở hạ tầng xung quanh các chợ truyền thống của Ulsan trong một nỗ lực nhằm duy trì không gian truyền thống. Lần cải tạo phục hồi đầu tiên hoàn thành vào tháng 3 năm 2003 và bao gồm việc lắp đặt một mái vòm dài 140 m, rộng 4–8 m để giúp người mua sắm không bị ướt khi trời mưa, thay thế các khung cửa sổ, cải thiện hệ thống điện, sửa chữa nhà vệ sinh, chống thấm mái, gia cố xây dựng, bổ sung các cơ sở phòng cháy chữa cháy và nhiều công việc tu sửa khác. Tổng chi phí cho việc cải tạo này là 950.000 Won (tương đương 760.000 đô la thời giá năm 2005). Lần cải tạo phục hồi thứ hai được tiến hành vào năm 2007 bao gồm lắp đặt các đường ống nước xả thải và nắp cống mới.